# Hawthorn Farm megállóhely

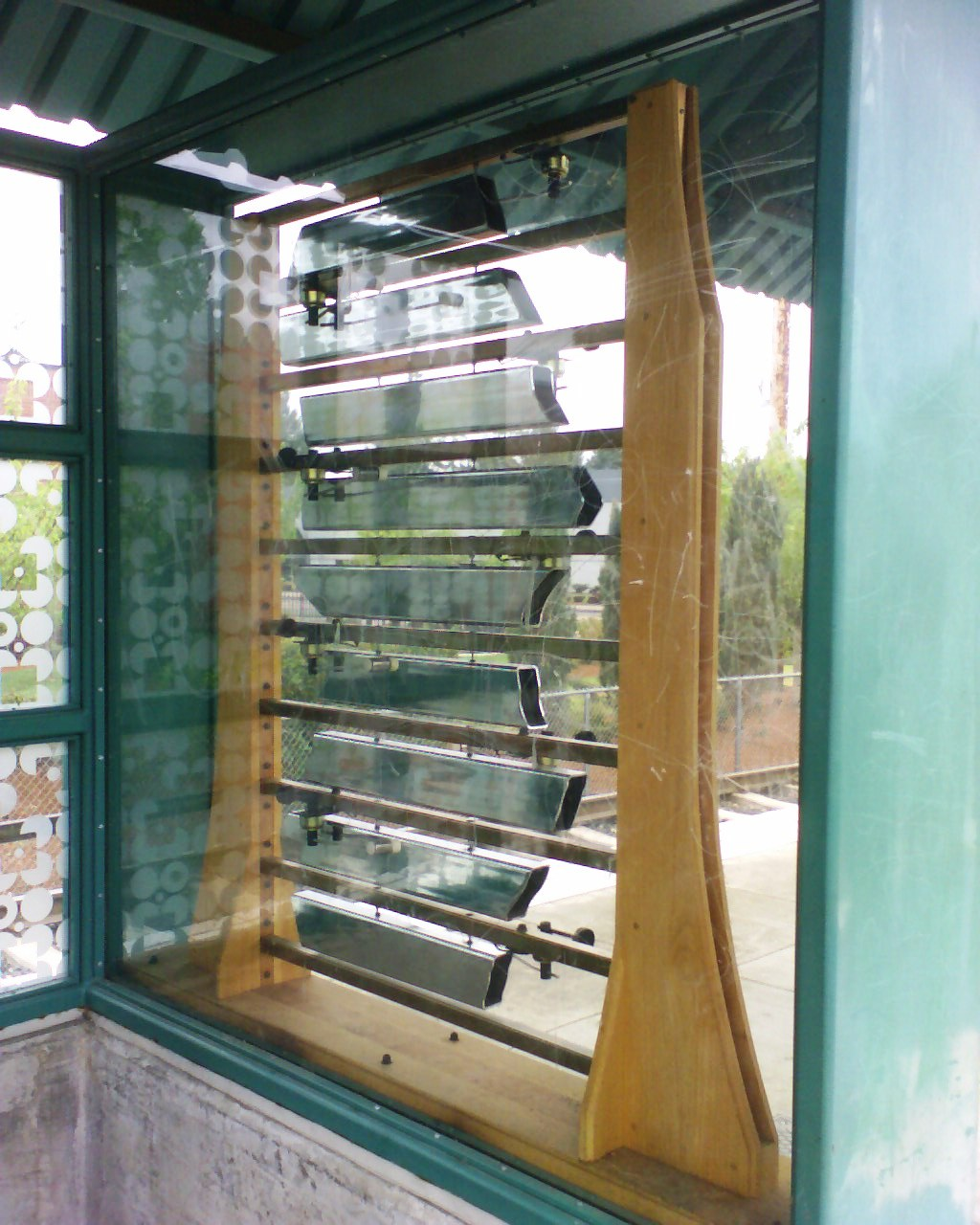
A Subsystem I

Hawthorn Farm megállóhely a Metropolitan Area Express kék vonalának megállója az Oregon állambeli Hillsboroban.
A megálló nevét az egykor itt élt azonos családról kapta; mellette egy ipari park és az Intel gyáregysége található.

## Történet
Portland nyugati része közlekedésének tervezése 1979-ben kezdődött, az alapkőletétel pedig 1993-ban volt; az OTAK Inc. által tervezett megálló 1998 augusztusában lett kész. A járatok végül szeptember 12-én indultak el.
2000 márciusában a járókelők elfogtak egy a megállóból menekülő erőszakolót. 2002-ig megállt itt a 41-es busz, de az alacsony utasszám miatt megszüntették. 2006 júliusában két tinédzser megvert egy a vonatról leszálló személyt. A 2006–2007-es üzleti évben 110 000 becsült utazás, és 34 rendőri intézkedés volt a megállóban. 2011 márciusában szövetségi támogatással 10 megállóban térfigyelő rendszert építettek ki, köztük itt is.

## Elhelyezkedése
Az OTAK Inc. által tervezett megálló az Elam Young Parkwayen, az Intel város közepén, a Cornell Roadon elhelyezkedő Hawthorn Farm kampuszától délre helyezkednek el. A megálló akadálymentesített, valamint zárt kerékpártárolókkal is felszerelt. A vonatokra egy szigetperonról lehet felszállni.

## Műtárgyak
A megálló jellegzetes alkotása a Patrick Zentz tervezte, az Intellel közösen készített szélkakas, amely a szélirányt és az érkező szerelvényeket hang- és fényjelzésekkel is indikálja.A peronokon környékbeli vizenyős területek hangjai is hallhatóak. A szélfogókat az egyéb műalkotásokkal összhangban lévő diagramok (Subsystem I, II és III) egészítik ki. Az első, krómból készült elem vonatok érkezésekor szólal meg, a második a szélirányt jelzi fény- és hangeffektekkel, a harmadik pedig a környéki vizenyős területekről származó hangokat szólaltat meg.
| Előző állomás                                                        |  | Metropolitan Area Express |  | Következő állomás                  |
| -------------------------------------------------------------------- |  | ------------------------- |  | ---------------------------------- |
| Fair Complex/Hillsboro Airporttovább Hatfield Government Center felé |  | Kék vonal                 |  | Orencotovább Cleveland Avenue felé |

## Fordítás
- Ez a szócikk részben vagy egészben  a   Hawthorn Farm MAX Station című angol Wikipédia-szócikk ezen változatának fordításán alapul.  Az eredeti cikk szerkesztőit annak laptörténete sorolja fel. Ez a jelzés csupán a megfogalmazás eredetét és a szerzői jogokat jelzi, nem szolgál a cikkben szereplő információk forrásmegjelöléseként.